# Тёрнер, Джон (актёр)
Джон Тёрнер (англ. John Turner) — британский актёр. Известен по роли Родерика Споуда во всех сезонах сериала «Дживс и Вустер».

## Биография
Джон родился 7 июля 1932 года в Лондоне. С 13 мая 1967 года женат на британской актрисе Барбаре Джеффорд.

## Актёрская карьера
Тёрнер начал свою актёрскую карьеру в 1957 году, снявшись в одном из эпизодов американского военного фильма «Управление стратегических служб». В 1958 году исполнил роль полицейского в британском криминальном фильме «Некуда идти». Год спустя получил одну из главных ролей в триллере «Бегемот, морской монстр».
За свою карьеру, которая продлилась около 43 лет, Джон снялся более чем в 60 картинах, среди которых: фильмы «Сила личности» и «Распутин», телесериалы «Великий Мерлин», «Электронные жучки», «Чисто английское убийство» и другие.
Особую известность Тёрнер получил по роли фашиста-любителя сэра Родерика Споуда в телесериале «Дживс и Вустер». Критиками была высоко оценена игра британского актёра в этой кинокартине. Примечательно, что Джон ранее уже исполнял эту же роль в мюзикле «Дживс», поставленном в 1975 году в Театре Её Величества в Лондоне.

### Избранная фильмография
| Год       |    | Русское название                    | Оригинальное название                 | Роль                      |
| --------- | -- | ----------------------------------- | ------------------------------------- | ------------------------- |
| 1957      | с  | Управление стратегических служб     | O.S.S.                                | Хиллбилли                 |
| 1958      | ф  | Некуда идти                         | Nowhere to Go                         | Полицейский               |
| 1959      | ф  | Бегемот, морской монстр             | The Giant Behemoth                    | Джон                      |
| 1959—1960 | с  | Странствующий рыцарь                | Knight Errant Limited                 | Адам                      |
| 1961      | с  | International Detective             | International Detective               | Тони Стэнтон              |
| 1961      | ф  | Пираты в юбках                      | Petticoat Pirates                     | Майкл Паттинсон           |
| 1963      | ф  | Сэмми отправляется на юг            | Sammy Going South                     | Хенекер                   |
| 1963      | с  | Корригэн Блейк                      | Corrigan Blake                        | Корригэн Блейк            |
| 1963      | с  | Сентиментальный агент               | The Sentimental Agent                 | Бил Рендел                |
| 1964      | ф  | Тёмные муки                         | The Black Torment                     | Сэр Ричард Фордик         |
| 1967      | с  | Дом чемпиона                        | Champion House                        | Ричи                      |
| 1967      | с  | Автомобили Z                        | Z-Cars                                |                           |
| 1968      | с  | Святой                              | The Saint                             | Корд Трандел              |
| 1969      | ф  | Капитан Немо и подводный город      | Captain Nemo and the Underwater City  | Джоб                      |
| 1973      | с  | Новый Скотленд-Ярд                  | New Scotland Yard                     | Сэм Эбботт                |
| 1974      | с  | Падение орлов                       | Fall of Eagles                        | Принц Мирский             |
| 1975      | с  | Churchill's People                  | Churchill's People                    | Сэр Уолтер Рэли           |
| 1976      | ф  | Туфелька и роза                     | The Slipper and the Rose              | Майор Домо                |
| 1989      | с  | Сценарий                            | Screenplay                            | Мондор                    |
| 1992      | ф  | Сила личности                       | The Power of One                      | Министр Африканеров       |
| 1991—1993 | с  | Дживс и Вустер                      | Jeeves and Wooster                    | Родерик Споуд             |
| 1995      | с  | Великолепная пятёрка                | The Famous Five                       | Мистер Эндрюс             |
| 1996      | тф | Распутин                            | Rasputin: Dark Servant of Destiny     | великий князь Сергей      |
| 1997      | с  | Новые приключения Робина Гуда       | The New Adventures of Robin Hood      | Капитан Делуш             |
| 1997      | с  | Электронные жучки                   | Bugs                                  | Эндрю                     |
| 1997      | с  | Великий Мерлин                      | Merlin                                |                           |
| 1999      | с  | Приключения молодого Индианы Джонса | The Adventures of Young Indiana Jones | Генерал Лиотэ             |
| 1994—2000 | с  | Чисто английское убийство           | The Bill                              | Боб Уорнер / Терри Пинчам |